# Försvarets radioanstalt
Försvarets radioanstalt (pol. Agencja Wojskowego Rozpoznania Radioelektronicznego, FRA) – szwedzka cywilna instytucja wywiadowcza podlegająca Ministerstwu Obrony.

## Historia FRA

### Przed ustanowieniem FRA
Rozpoznanie radioelektroniczne w Szwecji ma swoje początki podczas I wojny światowej. Głównym celem przechwytywania sygnałów była rosyjska flota.
Po I wojnie światowej nadal kontynuowano przechwytywanie sygnałów. Prowadzone było przez Marynarkę Wojenną przeciwko radzieckich marynarce.
W 1937 roku nastąpiła reorganizacja sił zbrojnych i powstało Naczelne Dowództwo Sił Zbrojnych, w obrębie którego ustanowiono wydział obsługi sygnałowej i wydział kryptograficzny. W 1938 roku powołano do życia pierwszą organizację zajmującą się wywiadem sygnałowym z siedzibą w Karlskronie. Pod koniec lat 30. XX wieku, Naczelne Dowództwo Sił Zbrojnych organizowało również szereg kursów deszyfrowania.
W czasie II wojny światowej, głównymi celami przechwytywania sygnałów były Związek Radziecki i Niemcy, które w tamtym czasie były traktowane jako główne zagrożenie dla Szwecji.
9 kwietnia 1940 roku Niemcy zaatakowały Danię i Norwegię oraz zwróciły się do Szwecji z wnioskiem o wykorzystanie szwedzkiego kabla z zachodniego wybrzeża dla podsłuchu okupowanej Norwegii. Szwecja zgodziła się na to przejęcie, ponieważ miała łatwiejszy dostęp do przechwytywania niemieckich sygnałów. Pierwszy został przechwycony już 19 maja. Początkowo wiadomości były jawne, z czasem Niemcy szyfrowali je za pomocą Geheimschreiber.
Zadanie deszyfrowania powierzono matematykowi Arne Beurlingowi. Po tym jak udało mu się złamać szyfr, urządzenia deszyfrujące zostały wyprodukowane przez firmę LM Ericsson (poprzednik dzisiejszego Ericssona). Rozszyfrowanie wiadomości miało dwie korzyści: wcześniejsze ostrzeżenie o planach ataku na Szwecję oraz wgląd w przebieg wojny widziany przez stronę niemiecką.

### Operacja „Stella Polaris”
W czasie wojny zimowej pogłębiła się współpraca pomiędzy szwedzkimi a fińskimi służbami. Latem 1944 toku poczyniono przygotowania do ewentualnej ewakuacji personelu fińskiej służby sygnałowej wywiadu do Szwecji na wypadek okupacji Finlandii przez Związek Radziecki. We wrześniu 1944 roku, po rozejmie fińsko-radzieckim, 750 osób związanych z fińskim wywiadem ewakuowano do Szwecji wraz z rodzinami. Nie zabrakło również znacznej ilości sprzętu specjalistycznego do przechwytywania sygnałów, co stanowiło potrzebny dodatek dla FRA, której w czasie wojny brakowało nowoczesnego sprzętu. Kiedy później okazało się, że nie będzie sowieckiej okupacji Finlandii, większość ewakuowanych wróciła do swojego kraju.

### Utworzenie FRA i dalsza działalność
FRA została oficjalnie utworzona 1 lipca 1942 roku jako niezależna organizacja, nie podlegała Naczelnemu Dowództwu Sił Zbrojnych.
Organizacja składała się z trzech biur: administracyjnego, przechwytywania i analiz. Torgil Thorén został pierwszym Dyrektorem Generalnym. Szefem analizy był kapitan Åke Rossby, szefem przechwytywania został kapitan Olof Kempe, a Sten von Porat stał na czele administracji.
W tym czasie Agencja zajmowała się ośmioma obszarami:
- zdolności wojskowe i działalność Niemiec,
- zdolności wojskowe i działalność Związku Radzieckiego,
- dyplomacja,
- wsparcie dla Policji Bezpieczeństwa (na przykład w celu wykrycia działań agentów zagranicznych w Szwecji),
- wsparcie dla Szwedzkiej Służby Pogodowej (większość raportów pogodowych była zaszyfrowana w czasie wojny i informacje meteorologiczne mogły być trudne do pozyskania),
- wsparcie Tajnej Służby Wywiadu Wojskowego (zwanej Biuro-C),
- doradztwo kryptologiczne dla Ministerstwa Spraw Zagranicznych,
- kryptografia dla Szwedzkich Sił Zbrojnych[1].

Nowa siedziba FRA została przeniesiona na wyspę Lovön na jeziorze Melar, niedaleko Sztokholmu. Budowa nowej siedziby została zakończona jesienią 1943 roku.
Po II wojnie światowej w Szwecji toczyła się debata, czy w czasie pokoju potrzebna jest instytucja przechwytująca sygnały. Po podziale Europy na Wschód i Zachód, w Szwecji stwierdzono, że FRA jest nadal potrzebna. Pozyskiwane przez nią informację pozwalały na przygotowanie się do potencjalnego ataku.
Po upadku Związku Radzieckiego i zakończeniu zimnej wojny rozszerzono zakres zadań FRA. Szwedzkie Siły Zbrojne wzięły udział w misjach międzynarodowych, m.in. w Bośni, Kosowie, Czadzie, Somalii, Libii i Afganistanie. Doprowadziło to do konieczności zapewnienia przez FRA wsparcia dla Sił Zbrojnych w nowych obszarach, wsparcia nowymi umiejętnościami językowymi. Atutem okazało się to, że są duże grupy imigrantów w Szwecji z przydatnymi umiejętnościami językowymi i w dłuższej perspektywie, doprowadziło to do tego, że personel FRA stał się bardziej wielokulturowy.
W czasie amerykańskiego ataku na Irak, który był spowodowany podejrzeniem wytwarzania broni masowego rażenia, FRA poinformowała, że nie ma dowodów na to aby Irak był bliski rozwoju broni jądrowej, ani nie widziała poparcia Iraku dla Al-Kaidy. Ten raport stanowił ważną podstawę dla stanowiska rządu szwedzkiego w czasie konfliktu.
FRA ewoluuje i podąża za rozwojem technicznym. Do zakresu zadań FRA należy obecnie:
- raportowanie o zdolnościach militarnych innych państw,
- śledzenie rozwoju wydarzeń wojennych lub na obszarach objętych kryzysem,
- międzynarodowy terroryzm,
- ataki IT sponsorowane przez rząd[1].

## Podstawa prawna
Ustawa (2008:717) o prowadzeniu wywiadu radioelektronicznego (szw. Lag (2008:717) om signalspaning i försvarsunderrättelseverksamhet)
Ustawa (2007:259) o przetwarzaniu danych osobowych w ramach działalności wywiadowczej i rozwojowej instytutu radiowego Szwedzkich Sił Zbrojnych (szw. Lag (2007:259) om behandling av personuppgifter i Försvarets radioanstalts försvarsunderrättelse- och utvecklingsverksamhet)
Ustawa o ochronie danych osobowych (1998:204), (szw. Personuppgiftslag (1998:204))

## Budżet
Na rok 2021, FRA przysługiwało 1 417 711 koron szwedzkich przyznanych z budżetu państwa.

## Struktura organizacyjna
Na czele Agencji stoi Dyrektor Generalny, który jako jedyny ponosi wyłączną odpowiedzialność przed rządem za działalność organu. Kierownictwo składa się z Dyrektora Generalnego i Dyrektora Generalnego FRA, którzy tworzą Zarząd FRA.
Generalny Radca Prawny odpowiada za to, aby operacje przeprowadzane przez FRA były prowadzone zgodnie z prawem.
W FRA występuje podział na cztery działy:
1. dział analizy sygnału,
2. dział operacji cybernetycznych,
3. dział technologii,
4. dział wsparcia biznesowego[3].

Organizacja obejmuje również radę ds. ochrony prywatności, która śledzi, w jaki sposób FRA zajmuje się kwestiami prywatności. Członków rady powołuje rząd.

### Dyrektorowie Generalni

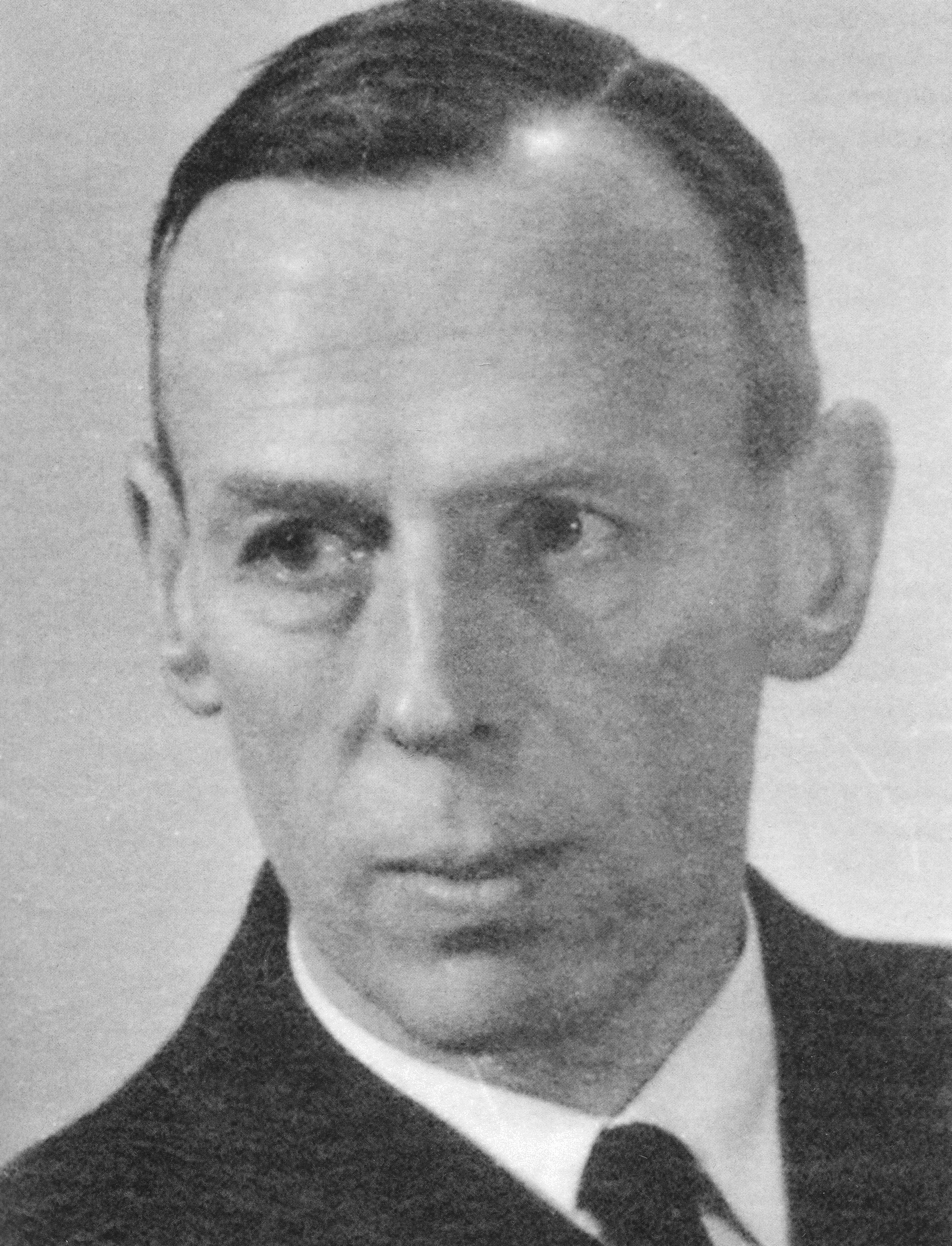
Torgil Thorén, pierwszy Dyrektor Generalny

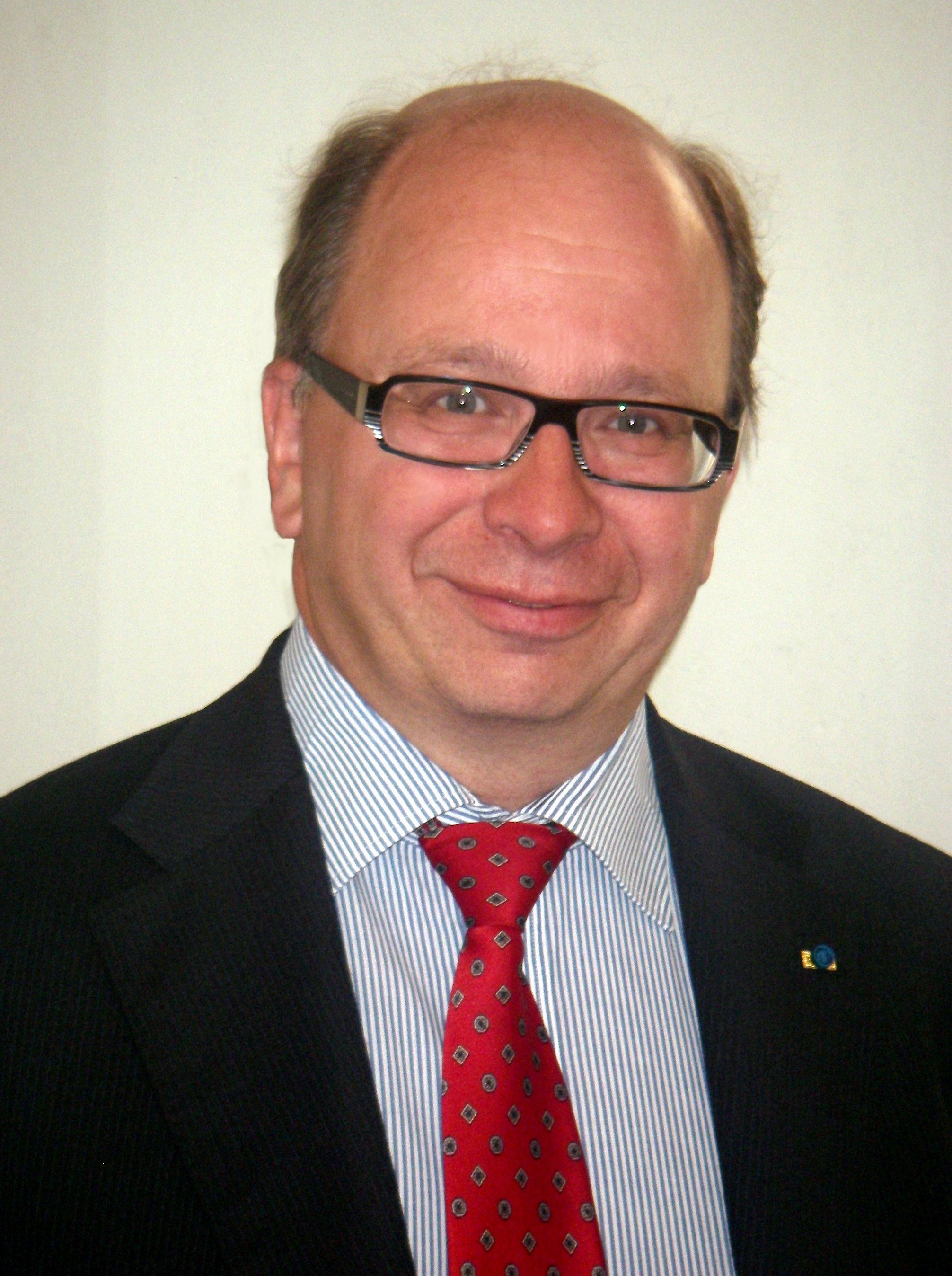
Dag Hartelius

| Osoba | Osoba              | Okres sprawowania funkcji | Okres sprawowania funkcji |
| #     | imię i nazwisko    | od                        | do                        |
| ----- | ------------------ | ------------------------- | ------------------------- |
| 1     | Torgil Thorén      | 1942                      | 1957                      |
| 2     | Gustaf Tham        | 1957                      | 1963                      |
| 3     | Karl Gustaf Linden | 1963                      | 1972                      |
| 4     | Lars R. Ljunggren  | 1972                      | 1985                      |
| 5     | Pär Kettis         | 1985                      | 1989                      |
| 6     | Bengt Wallroth     | 1989                      | 1994                      |
| 7     | Per Kjellnäs       | 1994                      | 2003                      |
| 8     | Ingvar Åkesson     | 2013                      | 2013                      |
| 9     | Dag Hartelius      | 2013                      | 2019                      |
| 10    | Björn Lyrvall      | 2019                      | obecnie                   |

### Dyrektorowie Generalni FRA
| Osoba | Osoba                | Okres sprawowania funkcji | Okres sprawowania funkcji |
| #     | imię i nazwisko      | od                        | do                        |
| ----- | -------------------- | ------------------------- | ------------------------- |
| 1     | Johan Tunberger      | 2000                      | 2003                      |
| 2     | Anders Wik           | 2003                      | 2008                      |
| 3     | Christina Malm       | 2008                      | 2015                      |
| 4     | Charlotta Gustafsson | 2017                      | obecnie                   |

## Zadania
Według zapisów ustawowych FRA ma prowadzić działania w obszarze wywiadu radioelektronicznego dla potrzeb oceny zagrożeń militarnych dla kraju, zagrożeń dla jednostek biorących udział w operacjach pokojowych, elementów zaangażowanych w działaniach ukierunkowanych na zwalczanie zjawiska międzynarodowego terroryzmu, przestępczości zorganizowanej, proliferacji broni masowego rażenia, do zwalczania zagrożeń dla porządku publicznego, rozpoznawanie działalności obcych służb wywiadowczych oraz śledzenie postępu technologicznego w dziedzinie wywiadu radioelektronicznego w innych krajach (art. 1 Ustawy 2008:717).

## Uprawnienia
FRA prowadzi samodzielne działania poza granicami kraju (art. 2 Ustawy 2008:717). Na zadania realizowane na terytorium Szwecji musi ona uzyskać zgodę osobnej struktury sadowniczej – Sądu Wywiadu Wojskowego (szw. Försvarsunderrättelsedomstolen) (art. 2a Ustawy 2008:717).

Pracownicy FRA realizują czynności analityczno-informacyjne. Nie mają uprawnień do prowadzenia działań dochodzeniowo-śledczych. 

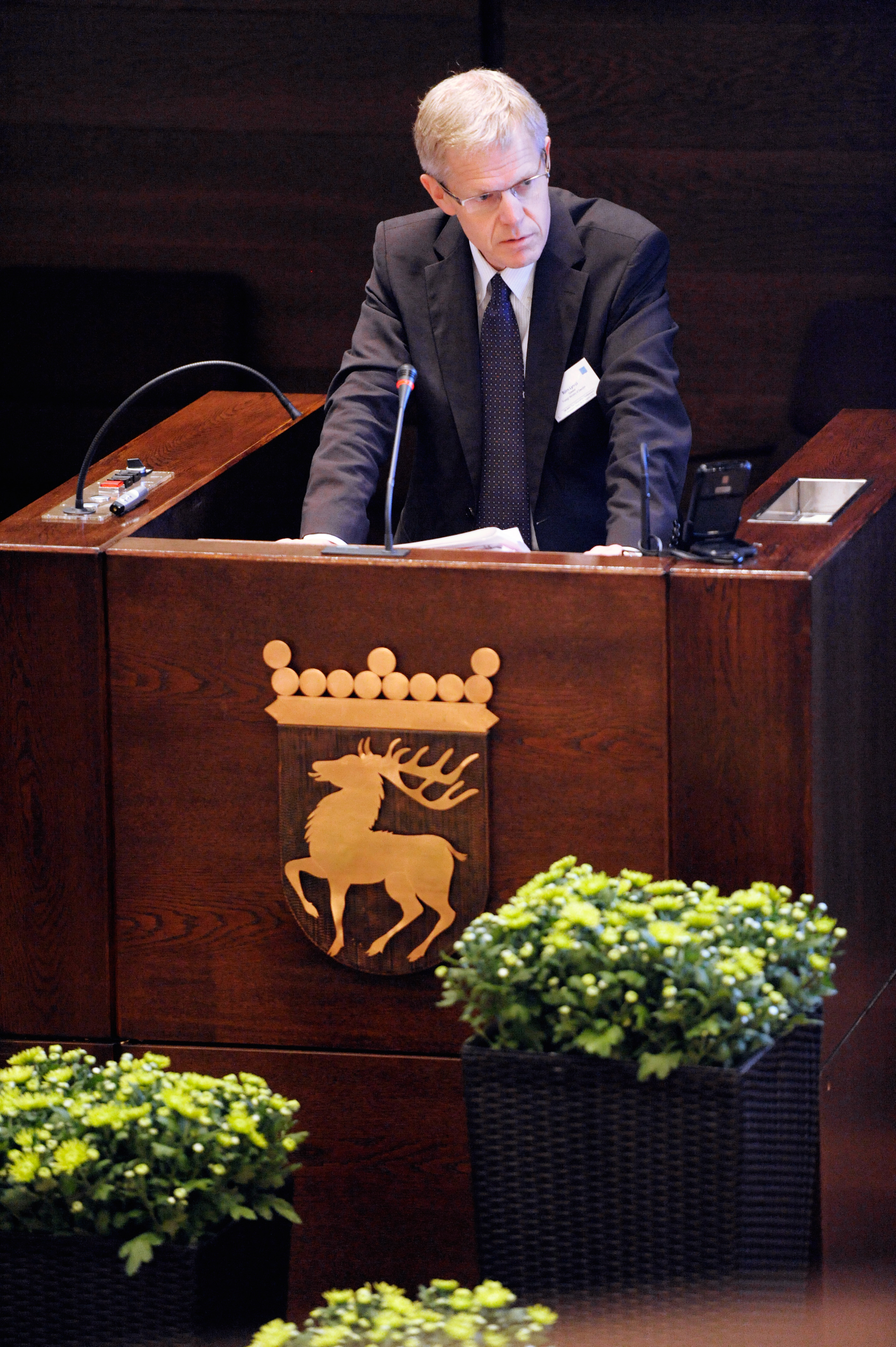
Björn Lyrvall w 2010 roku

## Kontrola i nadzór
FRA, pomimo że jest służbą cywilną, podlega pod nadzór wojskowy. Jest kontrolowana przez Sąd Wywiadu Wojskowego oraz przez utworzoną w 2000 roku Jednostkę Koordynującą Działania Wywiadu Obronnego (szw. Enheten for samordning av försvarsunderrättelsefrågor, SUND), której „podstawowym zadaniem jest koordynacja, ocena, wyznaczanie zadań i rozwój wojskowych agencji wywiadowczych”.
Kolejną instytucją kontrolną jest utworzona w 2009 roku Państwowa Inspekcja Wywiadu Wojskowego (szw. Statens inspektion för försvarsunderrättelseverksamheten, SIUN). Jej rolą jest „dokonywanie przeglądu działania i praktyk wykorzystywanych w agencjach wywiadu wojskowego”.

## Współpraca krajowa i międzynarodowa
W ramach współpracy krajowej FRA przekazuje dane i informacje do Policji Bezpieczeństwa, Wojskowej Służby Wywiadu i Bezpieczeństwa, policji, a także prywatnych przedsiębiorstw, które kontaktują się z FRA, aby uzyskać informacje potrzebne do rozpoznania rynku lub w celu zabezpieczenia własnych systemów teleinformatycznych i baz danych.
Wraz z Policją Bezpieczeństwa i Wojskową Służbą Wywiadu i Bezpieczeństwa, Agencja należy do krajowych platform współpracy, czyli Grupy Współpracy na rzecz Bezpieczeństwa Informacji, Krajowej Platformy na rzecz Ochrony przed Poważnymi Zagrożeniami Informatycznymi oraz Narodowego Centrum Oceny Zagrożeń Terrorystycznych. Jeśli jest to konieczne, Sąd Wywiadu Wojskowego może zezwolić agencji na podjęcie współpracy z innymi krajami w celu podjęcia działań w zakresie budowy i wdrażania nowych technologii wywiadu radioelektronicznego.